# Muhàmmad Xah II Bahman
Muhàmmad Xah II Bahman fou sultà bahmànida del 1378 al 1397. Era fill de Mahmud Khan, el fill petit d'Ala al-Din Hasan Bahman Shah.
Ruh Parwar, germana d'Ala al-Din Mudjahid Shah, va prendre revenja de la mort del seu germà, que havia estat assassinat per Masud Khan (fill de Mubarak Khan) i per Dawud Khan (Dawud Shah I). Després de fer assassinar Dawud, el fill d'aquest Sanjar, fou cegat i va posar al tron a Muhammad II, un germà de Dawud, el 20 de maig de 1378.
Va regnar 19 anys de manera pacífica sense cap guerra exterior. Era aficionat a la poesia i les lletres. Del 1387 al 1395 l'estat fou assolat per una gran fam i el sultà va permetre la lliure importació de blat, va crear escoles on s'ensenyava als infants i se'ls alimentava per compte de l'estat i va prendre altres mesures per alleujar la situació, especialment destinades a protegir els lectors de l'alcorà i als cecs. Però les seves mesures només afectaven els musulmans i els hindús en quedaren exclosos.
No tenia fills i va adoptar a dos fills del seu oncle Ahmad Khan (fill d'Ala al-Din Hasan Bahman Shah), Firuz Shah i Ahmad Shah. Però al naixement d'un fill de nom Tahmatan Shah, Muhammad Shah, al seu llit de mort, el va designar hereu i a la seva mort el 20 d'abril de 1397, va pujar al tron com Ghiyath al-Din Shah (o Tahmatan Shah) i fou reconegut per Firuz i Ahmad. El 21 d'abril de 1397 moria Malik Saif al-Din Ghuri que havia viscut sota cinc sultans i havia estat primer ministre en la tempestuosa època de tres dels quatre regnats.